# 3.7 cm FlaK 36/37
3.7cm　FlaK 36/37高射機関砲は、ナチス・ドイツのラインメタル社が開発した37mm口径の高射砲。元は2 cm Flak 30を37mm口径に拡大した「3.7cm高射機関砲18型」である。この18型の移動には前後分割型の二軸式ハンガーが必要で、運用にはより大型の8.8cm FlaK18高射砲と同数の兵員が必要であり、1936年に2cm Flakvierling38に取って代わられる形で退役・生産中止となった。
その後、より軽量化され、2 cm高射機関砲同様の単軸式ハンガーで移動可能な36型がドイツ空軍高射砲部隊に配備され、さらに1943年からは優秀なゼンマイ動力のカール・ツァイス製照準器を搭載した37型が登場。2cm Flakvierling38とともに各地で防空に奮戦した。
水平射撃による対戦車戦闘にも使用され、徹甲弾により60°傾斜した100m先の36mmの、800m先の24mmの装甲を貫通することができた。戦車の装甲が加速度的に分厚くなっていった第二次世界大戦後期では、37mm程度ではさしたる効果は上がらなかったと思われる。それでも戦車に対抗するために先込め式の柄付き徹甲榴弾（ライフルグレネード同様、砲身先端に取り付けて空砲で発射する）も開発された。
大戦後半には、プレス加工を多用し生産性向上と軽量化を実現、ガス圧作動式に変更され発射速度を向上させた、新型3.7cm高射砲である3.7 cm FlaK 43が登場している。

## 3.7cm Flak M42U
3.7cmのFlak M42UはType VIIとType IXのUボートに搭載された海軍バージョンで砲座の形状が何種類かある。

### LM 42Uマウント
最初に開発されたタイプで三人の操作員と四人の装填手で運用された。 

### LM 43Uマウント
UボートのU-1171、U-1305、U-1306に搭載された.

### DLM 42Uマウント
連装型のマウントでType VIIに搭載された。

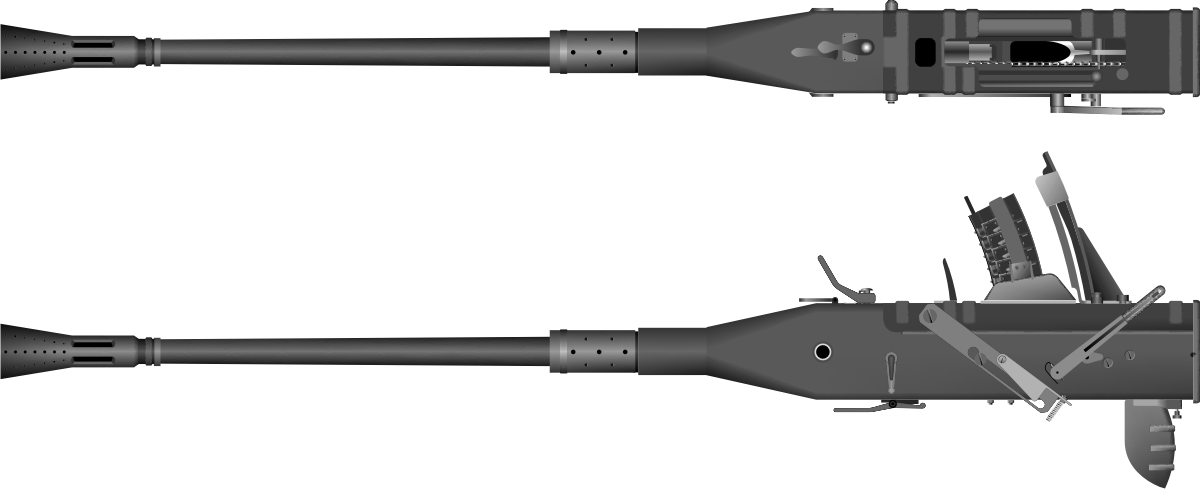
Uボートに搭載された3.7 cm Flak M42U
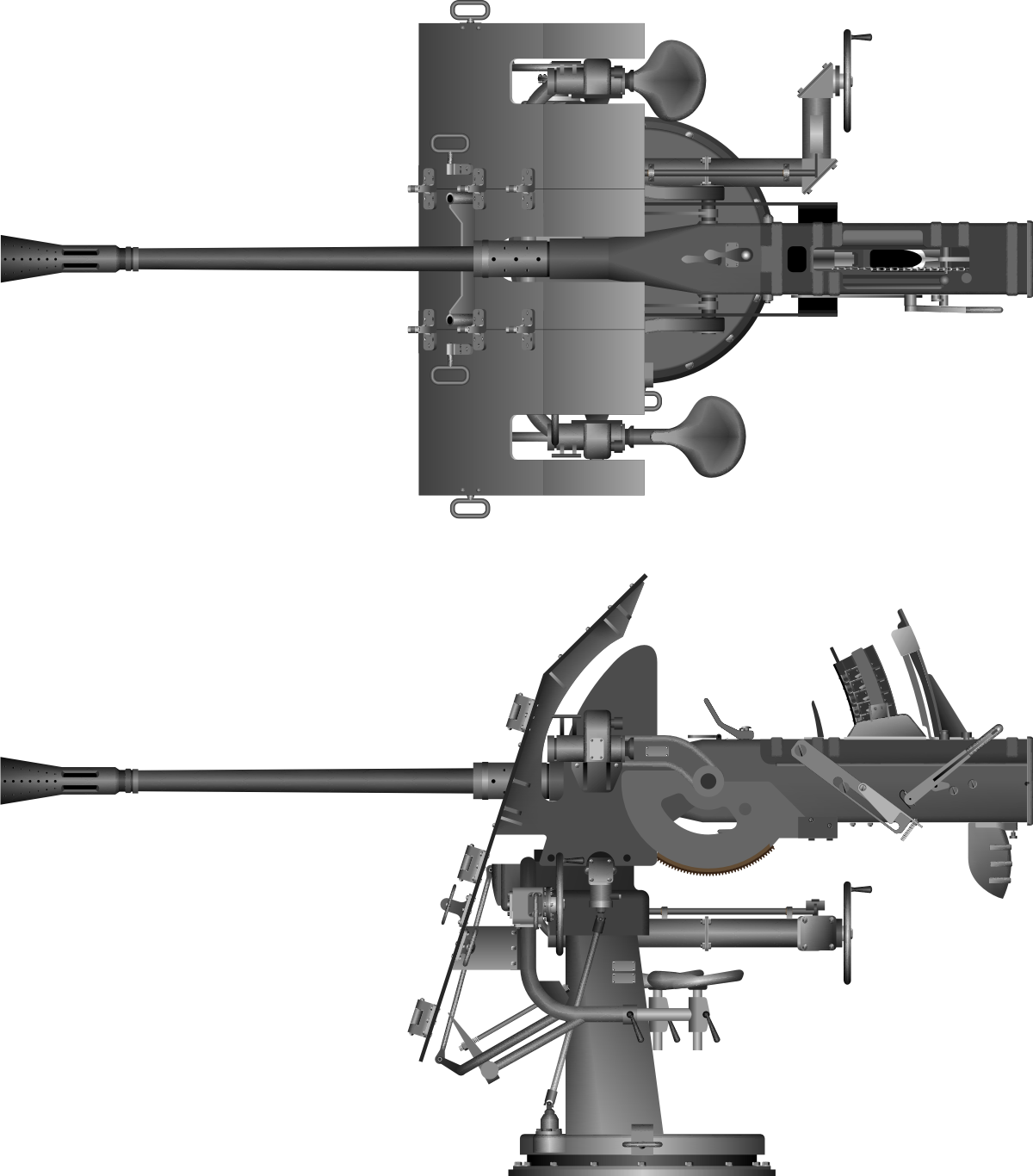
A single 3.7cm Flak M42U gun on the LM 42U mount.
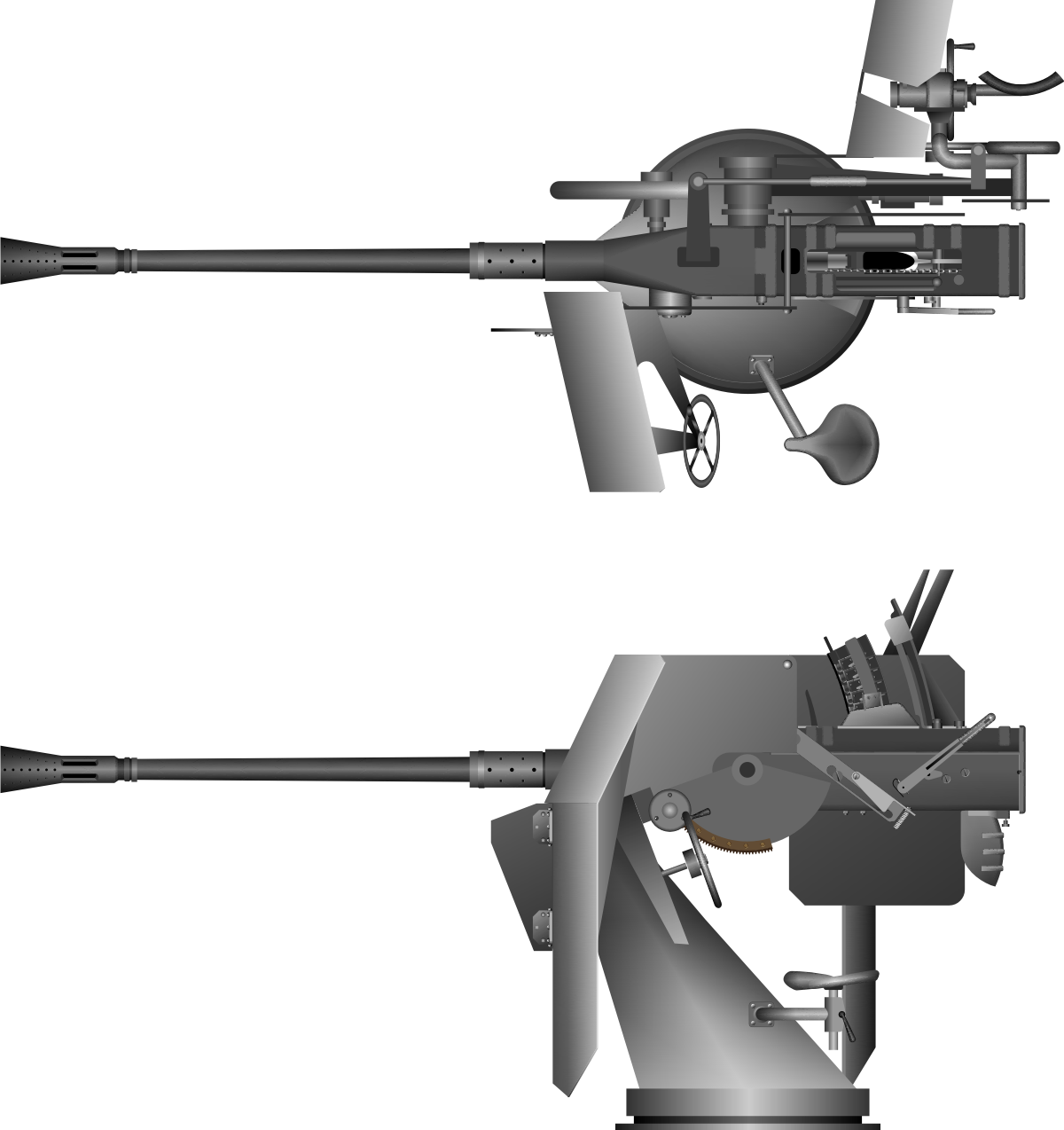
A single 3.7cm Flak M42U gun on the LM 43U mount.
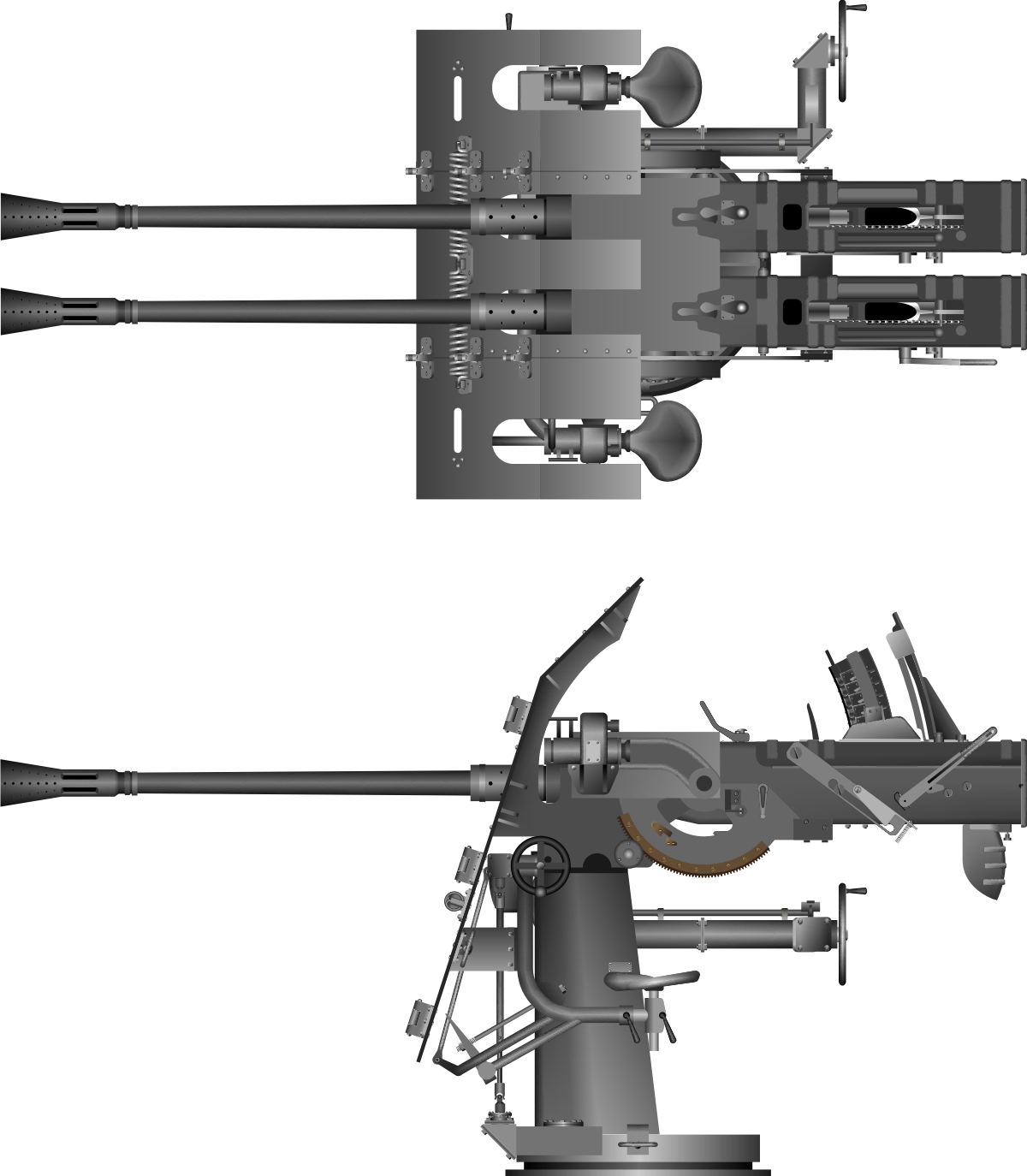
Twin 3.7cm Flak M42U guns on the LM 42U mount.

## 日本軍での使用
昭和12年当時日本軍で使用されていた九八式二十粍高射機関砲や八八式七糎野戦高射砲では射高上の隙間があるとして、ラインメタル社から本砲を購入し、試験の結果重量があるものの構造が簡単で威力があるとして、昭和16年に一式三十七粍高射機関砲として正式に採用されたが、昭和16年に行われたマレー作戦においてイギリス軍が使用していたボフォース40mm機関砲を鹵獲しより高性能なボフォース40mm機関砲をコピー生産（五式四十粍高射機関砲）することになったため本砲は生産中止となった。
詳細は「一式三十七粍高射機関砲」を参照